# Антуан-Елеонор-Леон Леклер де Жуїньє
Антуан Елеонор Леон Леклер де Жуїньє де Нешель (2 листопада 1728, Париж — 19 березня 1811, Париж) — французький католицький релігійний діяч, архієпископ Паризький у роки Французької революції.

## Біографія
З аристократичної родини, що походила з Менського графства. Син полковника, командира Орлеанського полку, убитого в 1734 в битві при Гвасталле. Молодший брат маркіза Жака Габріеля Луї Леклера де Жуїньє (1827—1807). Майбутній архієпископ навчався в Парижі, де вивчав гуманітарні науки та філософію в Наваррському коледжі, а теологію — у семінарії при церкві Сен-Нікола-дю-Шардоні. Після закінчення навчання, його дядько по матері, Арман Безон, єпископ Каркассона, взяв молодого священника до себе вікарієм.
У 1763 році Леклер де Жуїньє став єпископом Шалона. Новий єпископ відновив у єпархії семінарію, дбав про якість викладання. Коли в місті Сен-Дізьє спалахнула велика пожежа, єпископ особисто брав активну участь у його гасінні. Після цього при його заступництві в єпархії відкрили одне з перших товариств страхування від пожеж.

## Архієпископ Паризький
Коли в 1781 році стала вакантною кафедра паризького архієпископа, Людовік XVI віддав перевагу багатьом конкурентам Леклера де Жуїньє, сказавши, що «Архієпископ Паризький повинен принаймні вірити в бога».
На новій посаді архієпископ так щедро займався благодійністю, що не тільки витрачав на ці цілі велику частину коштів єпархії, але ще й додавав своїх особистих грошей, через що загруз у боргах. У 1789 році він був обраний до Генеральних штатів, де зайняв помірну, але прогресивну позицію. Архієпископ, зокрема, закликав відмовитися від церковної десятини.

## Еміграція
Проте радикальність протесту стрімко зростала. 24 червня 1789 року екіпаж єпископа атакував і закидав камінням натовп народу, який вимагав рішучіших заходів. Побоюючись подальшого розвитку подій, єпископ із дозволу короля залишив Францію. Місце архієпископа Паризького замість нього зайняв Жан-Батіст Гобель, відомий своїм радикальним атеїзмом. Однак Папа Римський не визнав нових «революційних» єпископів, тому офіційно (з погляду церкви) Леклер де Жуїньє продовжив вважатися архієпископом Паризьким, фактично проживаючи в Шамбері (Савойя в ті роки була за межами кордонів Франції), а після наступу революційних армій — у Констанці на Боденському озері.
У Констанці навколо Леклера де Жуїньє зібралося кілька єпископів, що емігрували, й чимало священників, він навіть зумів організувати там семінарію, гроші на яку зібрав, розпродавши власне майно й запросивши пожертвування у європейських монархів. В 1799 через нові успіхи французької армії Леклер і його прихильники з Констанца були змушені переїхати до міста Трір.

## Повернення та життя приПершій імперії
Того ж року до влади у Франції прийшов генерал Наполеон Бонапарт, який, прагнучи примирити революціонерів і церкву, уклав у 1801 конкордат з Ватиканом. Тоді ж оголосили амністію емігрантам. У 1802 році Леклер де Жуїньє повернувся до Франції. Однак архієпископом Паризьким Наполеон вважав за краще призначити Беллуа-Морангля, дуже енергійної попри свій 90-річний вік людини, яка багато сприяла висновку конкордата, і цього разу Папа Римський офіційно затвердив ці зміни.
Леклер де Жуїньє віддалився у приватне життя (він мав братів із численним потомством), але, проте, побудував доброзичливі стосунки з Беллуа-Моранглем. Багато парижан також ставилися до нього з повагою. В 1808 Наполеон зробив Леклера каноніком Сен-Дені і дав титул графа імперії.
У 1811 році архієпископ помер і був похований у соборі Паризької Богоматері.